# 额吉淖尔镇
额吉淖尔镇，是中华人民共和国内蒙古自治区锡林郭勒盟东乌珠穆沁旗下辖的一个乡镇级行政单位。

## 行政区划
额吉淖尔镇下辖以下地区：
板森哈夏图社区、哈日阿图嘎查、额尔敦达来嘎查、布勒呼木德勒嘎查、哈日高毕嘎查、赛音乌拉嘎查和洪格尔嘎查。